# 天美南
天美南（あまみみなみ）は、大阪府松原市にある地名。2024年現在の行政地名は天美南一丁目から天美南六丁目。

## 地理
松原市の北西部に位置する。東は三宅西・田井城、南は東新町・北新町、西は天美西、北は天美東に接する。

### 河川
- 西除川

## 歴史

### 沿革
- 1967年（昭和42年）、堀町と向井町・城連寺町・油上町・高木町・芝町・我堂町の各一部より成立[5]。

## 世帯数と人口
2024年（令和6年）2月29日現在の世帯数と人口は以下の通りである。
| 丁目         | 世帯数    | 人口    |
| ------------ | --------- | ------- |
| 天美南一丁目 | 418世帯   | 871人   |
| 天美南二丁目 | 750世帯   | 1,338人 |
| 天美南三丁目 | 348世帯   | 572人   |
| 天美南四丁目 | 445世帯   | 908人   |
| 天美南五丁目 | 873世帯   | 1,564人 |
| 天美南六丁目 | 284世帯   | 498人   |
| 計           | 3,118世帯 | 5,751人 |

### 人口の変遷
国勢調査による人口の推移。
| 1995年（平成7年）  | 7,258人 | [ 6 ]  |  |
| 2000年（平成12年） | 7,107人 | [ 7 ]  |  |
| 2005年（平成17年） | 6,711人 | [ 8 ]  |  |
| 2010年（平成22年） | 6,442人 | [ 9 ]  |  |
| 2015年（平成27年） | 6,174人 | [ 10 ] |  |
| 2020年（令和2年）  | 5,831人 | [ 11 ] |  |

### 世帯数の変遷
国勢調査による世帯数の推移。
| 1995年（平成7年）  | 2,785世帯 | [ 6 ]  |  |
| 2000年（平成12年） | 2,919世帯 | [ 7 ]  |  |
| 2005年（平成17年） | 2,800世帯 | [ 8 ]  |  |
| 2010年（平成22年） | 2,862世帯 | [ 9 ]  |  |
| 2015年（平成27年） | 2,810世帯 | [ 10 ] |  |
| 2020年（令和2年）  | 2,843世帯 | [ 11 ] |  |

## 学区
市立小・中学校に通う場合、学区は以下の通りとなる。
| 丁目         | !番/番地等 | 小学校               | 中学校                 |
| ------------ | ---------- | -------------------- | ---------------------- |
| 天美南一丁目 | 全域       | 松原市立天美南小学校 | 松原市立松原第二中学校 |
| 天美南二丁目 | 全域       | 松原市立天美南小学校 | 松原市立松原第二中学校 |
| 天美南三丁目 | 全域       | 松原市立天美南小学校 | 松原市立松原第二中学校 |
| 天美南四丁目 | 全域       | 松原市立天美小学校   | 松原市立松原第五中学校 |
| 天美南五丁目 | 全域       | 松原市立天美小学校   | 松原市立松原第五中学校 |
| 天美南六丁目 | 全域       | 松原市立天美小学校   | 松原市立松原第五中学校 |

## 事業所
2021年（令和3年）現在の経済センサス調査による事業所数と従業員数は以下の通りである。
| 丁目         | 事業所数  | 従業員数 |
| ------------ | --------- | -------- |
| 天美南一丁目 | 35事業所  | 155人    |
| 天美南二丁目 | 41事業所  | 140人    |
| 天美南三丁目 | 40事業所  | 317人    |
| 天美南四丁目 | 20事業所  | 137人    |
| 天美南五丁目 | 68事業所  | 414人    |
| 天美南六丁目 | 25事業所  | 66人     |
| 計           | 229事業所 | 1,229人  |

## 交通

### 鉄道
- 近畿日本鉄道南大阪線：河内天美駅

### バス
- ぐるりん号[14]
  - 中央ルート：天美南1丁目
  - 南北ルート天美・布忍方面：天美南5丁目 → 天美南4丁目
  - 西ルート：天美南6丁目

### 道路
- 大阪府道26号大阪狭山線

## 施設
- 阪南大学南キャンパス
- 松原市立天美南小学校
- 松原市立四つ葉幼稚園
- スーパーマーケットKINSHO 天美店
- ココカラファイン 天美店
- 松原警察署河内天美駅前交番
- 松原消防署西分署
- 松原天美郵便局
- 松原天美南郵便局
- 貞正寺

## 郵便
- 郵便番号：580-0033[3]（集配局：松原郵便局[15]）。

## ギャラリー

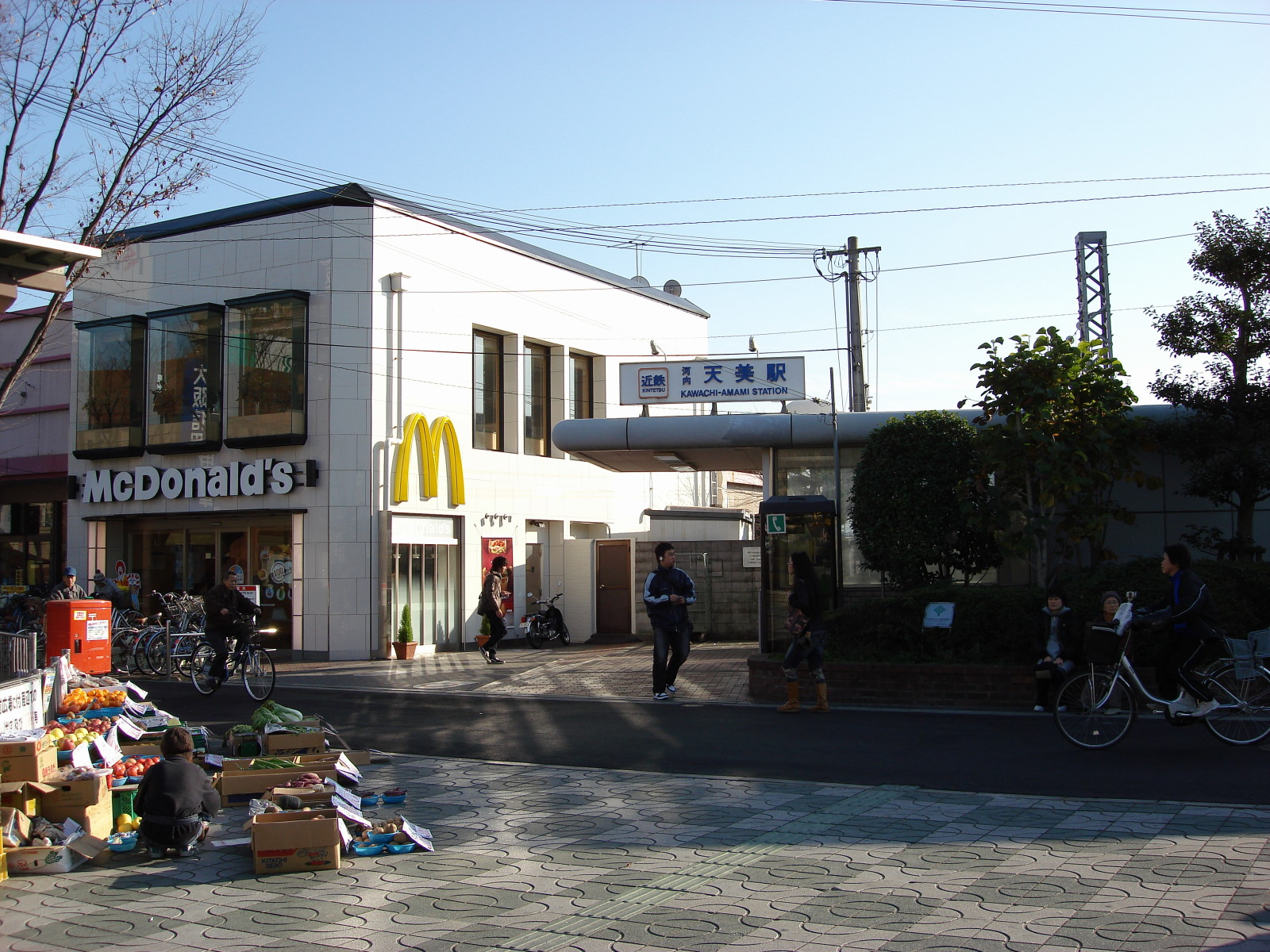
近鉄南大阪線河内天美駅
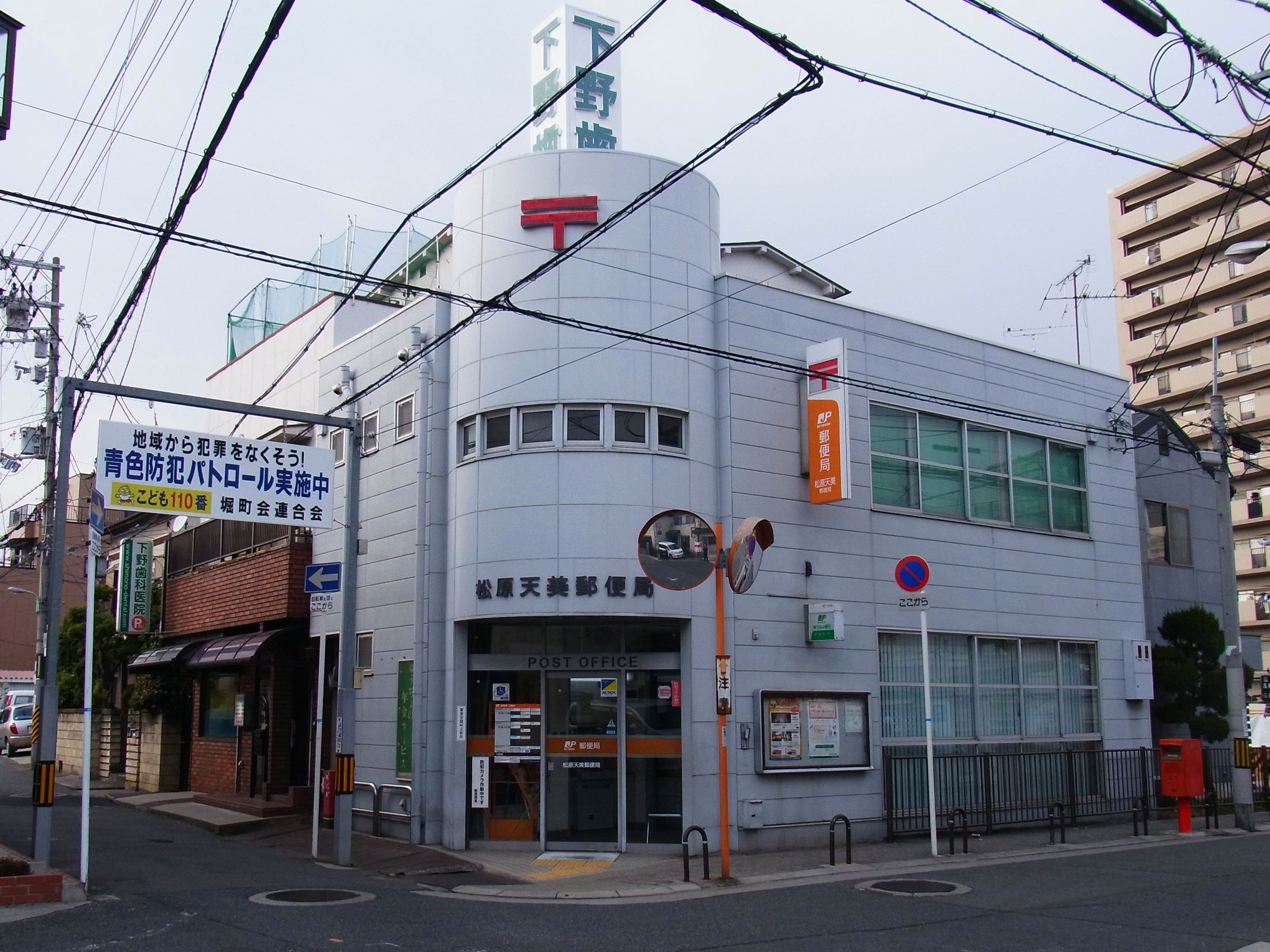
松原天美郵便局
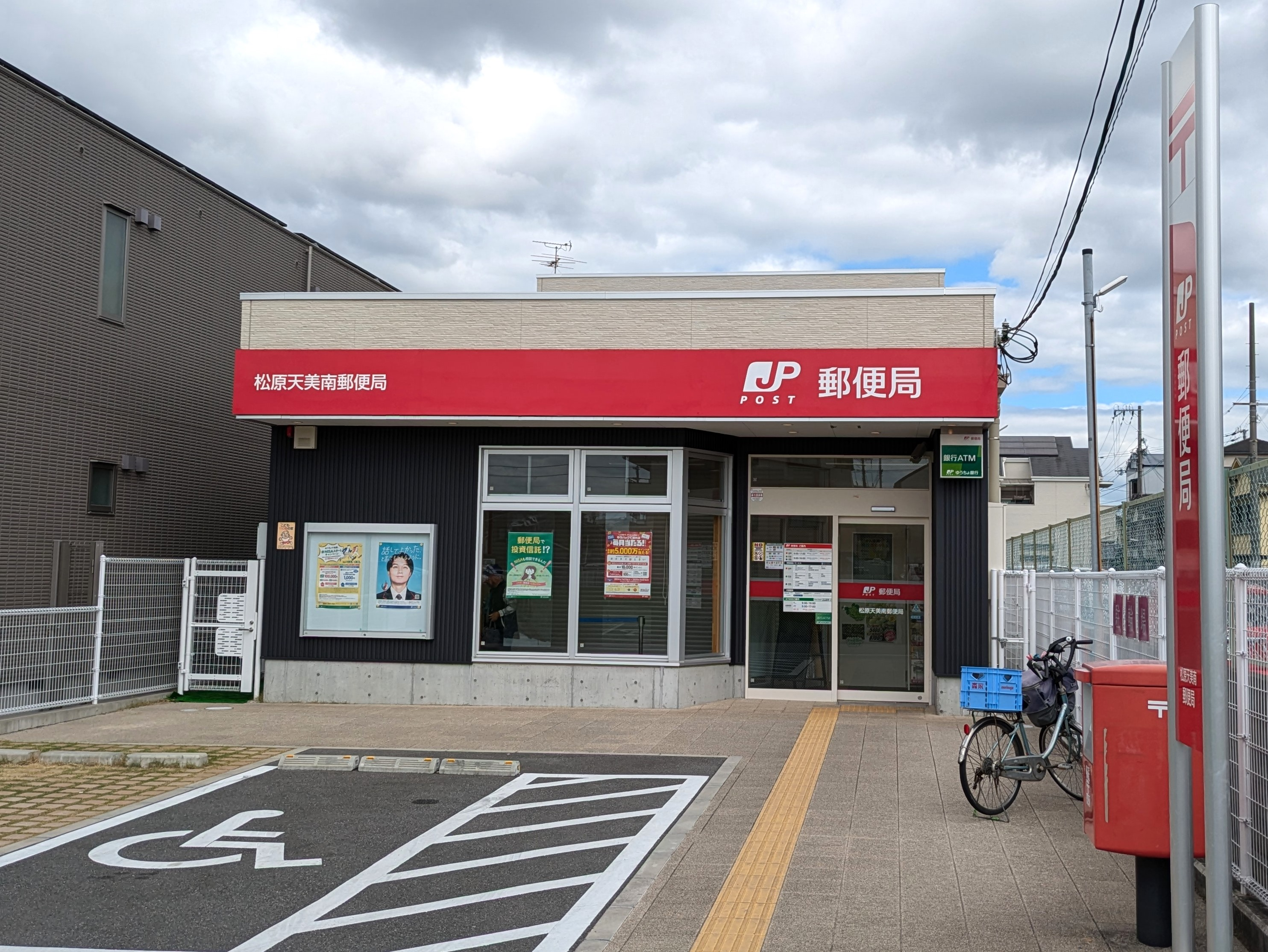
松原天美南郵便局